# Raphaël Coleman
Pour les articles homonymes, voir Coleman.
Raphaël Coleman (né à Wandsworth le 30 septembre 1994 et mort le 6 février 2020) est un acteur  et militant écologiste britannique, connu sous le pseudonyme de James "Iggy" Fox.  

## Biographie
Raphaël Coleman est né à Wandsworth, dans la banlieue de Londres, le 30 septembre 1994. Enfant et adolescent, il a joué dans plusieurs films, mais il est surtout connu pour son rôle d'Eric Brown dans Nanny McPhee en 2005.
Mettant fin à sa carrière d'acteur, il prend le pseudonyme de James "Iggy" Fox et milite contre le changement climatique au sein du groupe Extinction Rebellion. Il écrit qu'il est devenu activiste de l'environnement après sept ans d'études pour obtenir un master en zoologie.
Raphaël Coleman s'effondre au cours d'un jogging et meurt d'une insuffisance cardiaque le 6 février 2020, à l'âge de 25 ans,.

## Filmographie
- 2005 : Nanny McPhee : Eric Brown
- 2009 : It's Alive (en) : Chris Davis
- 2009 : Edward's Turmoil : Edward
- 2009 : Phénomènes paranormaux : Ronnie Tyler

## Récompenses et nominations
| Année | Catégorie | Récompense                      | Résultat   |
| ----- | --- | ------------------------------- | ---------- |
| 2007  | Best Young Ensemble in a Feature Film avec Thomas Sangster, Eliza Bennett, Jennifer Rae Daykin, Holly Gibbs & Samuel Honywood. | Young Artist Award              | Nomination |
| 2010  | British Independent Film Festival                                                                                              | Best Young Actor                | Lauréat    |
| 2010  | Brussels Short Film Festival                                                                                                   | Prix d'interprétation masculine | Lauréat    |